# Acetabulum (Gefäß)

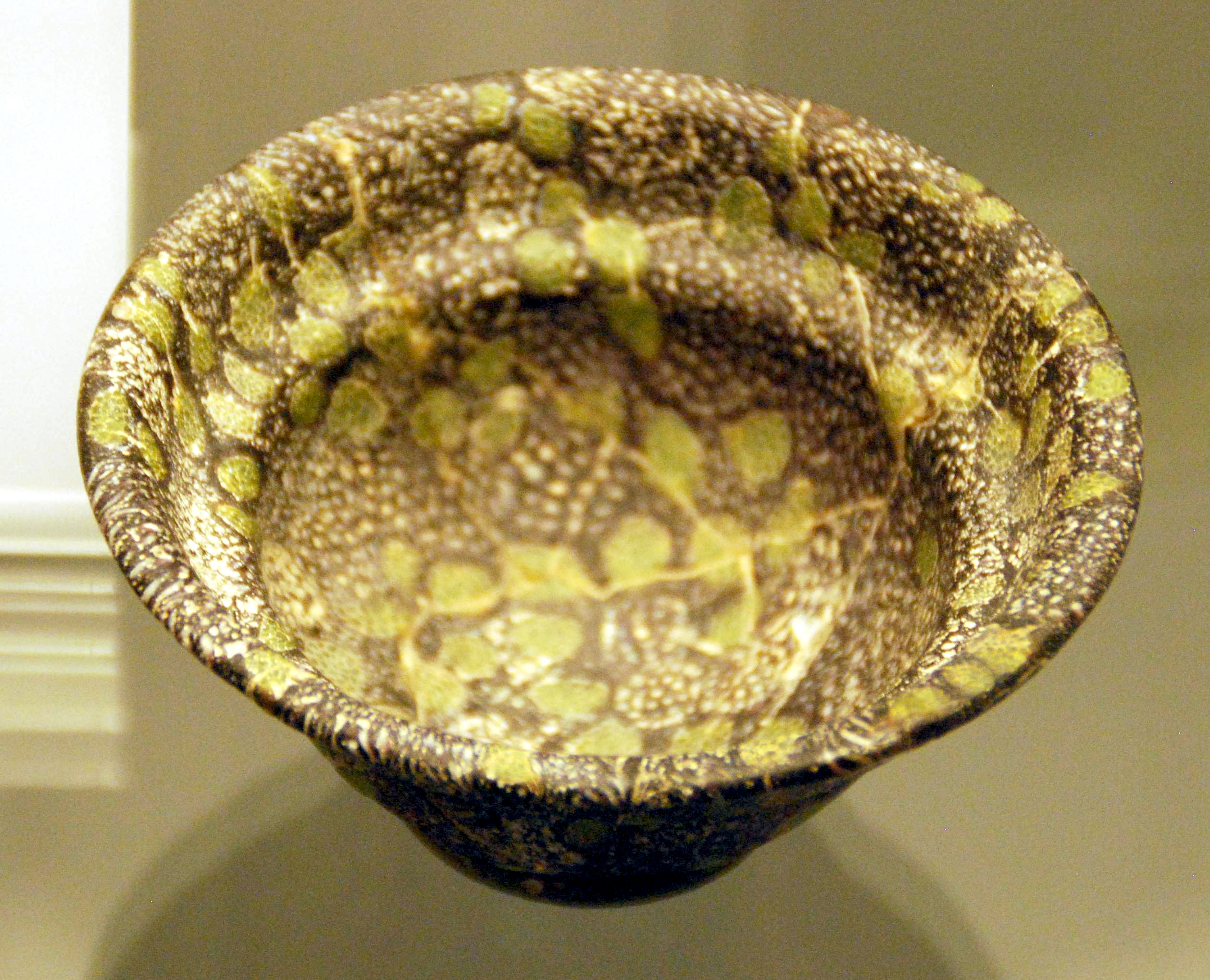
Römisches Acetabulum aus violettem Opakglas mit farbigen Ornamenten, in der Form geschmolzen; hergestellt zwischen dem 1. Jahrhundert vor und nach Christus, aus Millefiori; Museum August Kestner in Hannover

Acetabulum („Essignäpfchen“, von lateinisch acetum, Essig, griechisch ὀξύβαφον) war ein kleines römisches Tischgefäß zur Aufbewahrung von Essig und Honig.

## Form und Verwendung
Acetabula konnten aus Metall, Glas oder Keramik bestehen. Von Ulpian werden sie unter den silbernen Gefäßen erwähnt. Sie besaßen meist einen schmalen Rand mit weiter Öffnung und erweiterten sich kelchartig („eingeschnürte Wand“). Acetabula aus Terra Sigillata liegen im 1. Jahrhundert n. Chr. in den Gefäßformen Dragendorff 24, 25 und 27 vor. Sie werden im 2. Jahrhundert von dem konischen Napf Drag. 33 abgelöst. Größere Exemplare der gleichen Gefäßform wurden als Paropsis bezeichnet.
Bei Tisch dienten sie der Aufbewahrung von Essig, der von den Speisenden zur Würzung der Speisen und Getränke (posca) oder zur Reinigung nach Art einer heutigen Fingerschale verwendet wurde, sowie von Honig. Verwendung fanden sie in ähnlicher Weise auch in der Küche beim Kochen. Acetabula konnten auch zu anderen Dingen benutzt werden, etwa zum Schmelzen von Wachs. Bei Apicius wird das Gefäß auch als Kochgefäß genannt. Die Näpfe waren von relativ geringer Größe.
Als acetabulum konnte auch allgemein ein Gefäß bezeichnet werden. Seneca nennt den Becher der Taschenspieler acetabulum. Weiterhin wurde ein antikes Volumenmaß so bezeichnet (siehe Acetabulum (Volumenmaß)), dieses hatte ein Fassungsvermögen von ca. 0,068 Litern. Nach der charakteristischen Form wurden auch verschiedene Höhlungen bei Lebewesen benannt, etwa die Hüftgelenkspfanne. Dies geschah bereits in römischer Zeit, erstmals in der Naturgeschichte des älteren Plinius.

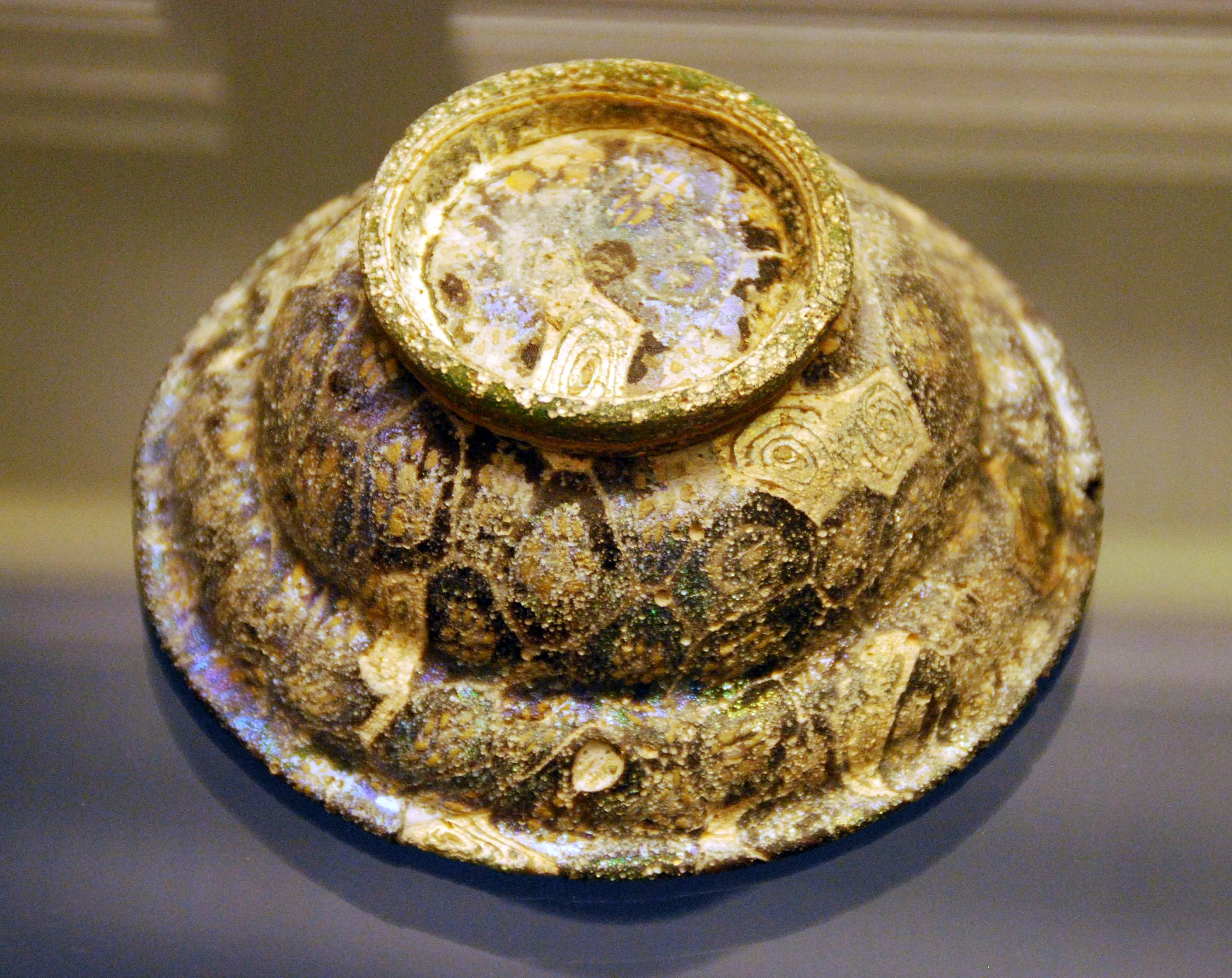
Ein zweites Acetabulum in Hannover
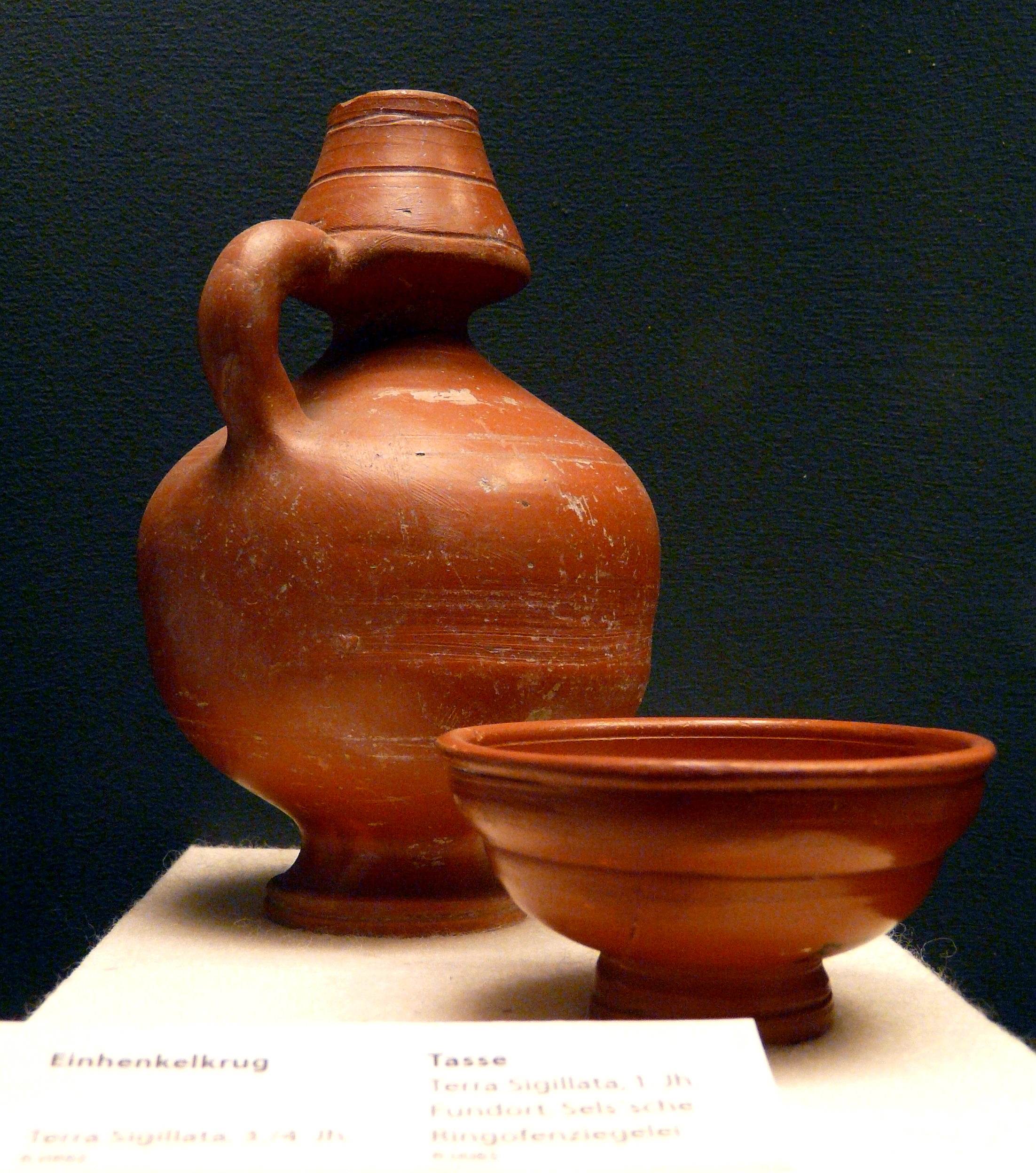
Terra-Sigillata-Acetabulum (Form Dragendorff 27, vorne rechts) und Einhenkelkrug (Niederbieber 27) aus Novaesium.